# Municipio de Dawson (Misuri)
El municipio de Dawson (en inglés: Dawson Township) es un municipio ubicado en el condado de Phelps en el estado estadounidense de Misuri. En el año 2010 tenía una población de 937 habitantes y una densidad poblacional de 8,8 personas por km².

## Geografía
El municipio de Dawson se encuentra ubicado en las coordenadas 38°6′10″N 91°34′40″O / 38.10278, -91.57778. Según la Oficina del Censo de los Estados Unidos, el municipio tiene una superficie total de 106.46 km², de la cual 105,99 km² corresponden a tierra firme y (0,44 %) 0,46 km² es agua.

## Demografía
Según el censo de 2010, había 937 personas residiendo en el municipio de Dawson. La densidad de población era de 8,8 hab./km². De los 937 habitantes, el municipio de Dawson estaba compuesto por el 97,55 % blancos, el 1,07 % eran afroamericanos, el 0,11 % eran asiáticos, el 0,32 % eran isleños del Pacífico y el 0,96 % eran de una mezcla de razas. Del total de la población el 0,43 % eran hispanos o latinos de cualquier raza.